# Ostrovy požehnaných
Ostrovy požehnaných (starořecky μακάρων νῆσοι – Makarón Nesoi) jsou v řecké mytologii jedna z podob podsvětí. Nacházejí se v západním Ókeanu a z jejich jména vznikl název Makaronésie, označující souhrnně Kanárské ostrovy, Azory, Kapverdy a Madeiru. Latinsky byly nazývány Fortunatae Insulae „ostrovy šťastných/požehnaných/blahobytných”. Lze je srovnat s dalšími mytickými ostrovy které neznají zimy ani nedostatku, jako ostrov Homérových Fajáků, nebo keltským Avalonem a Ostrovem svatého Brandona.
Úzce souvisí s Élysejskými poli, protože první zmínka o nich, nacházející se v Homérově Odysseii, se zdá lokalizovat je na daleký západ v Ókeánu. O něco málo mladší Hésiodovo díle Práce a dny namísto toho hovoří o Ostrovech požehnaných, kde vládne Kronos. O jediném ostrově blažených pak hovoří Pindaros v druhé Olympijské ódě, přičemž jej opět umísťuje do Ókeánu a za jeho vládce označuje Krona. Naznačuje že se takové místo může dostat každý spravedlivý člověk, ale také jmenovitě uvádí hrdiny co zde sídlí: Pélea, Kadma a Achilla. V pozdějších zdrojích se také objevuje ztotožnění se skutečnými ostrovy: Leuké v Černém moři nebo Palagružou v Jaderském moři, které navíc byly spojeny s kultem hrdinů.